# Mistrzostwa Europy w Lekkoatletyce 1938 – bieg na 10 000 m mężczyzn

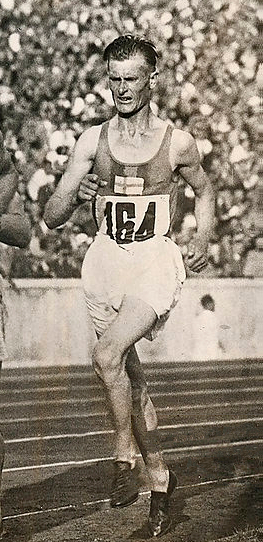
Ilmari Salminen (1936)

Bieg na dystansie 10 000 metrów mężczyzn był jedną z konkurencji rozgrywanych podczas II Mistrzostw Europy w Paryżu. Bieg został rozegrany w poniedziałek, 5 września 1938 roku. Zwycięzcą tej konkurencji został obrońca tytułu mistrzowskiego i rekordzista świata, Fin Ilmari Salminen. W rywalizacji wzięło udział dziesięciu zawodników z sześciu reprezentacji.

## Rekordy
| Rekord świata     | Ilmari Salminen (FIN) | 30:05,6 | Kouvola, Finlandia | 18.07.1937 |
| Rekord Europy     | Ilmari Salminen (FIN) | 30:05,6 | Kouvola, Finlandia | 18.07.1937 |
| Rekord mistrzostw | Ilmari Salminen (FIN) | 31:02,6 | Turyn, Włochy      | 07.09.1934 |

## Wyniki
| Place | Athlete            | Time       |
| ----- | ------------------ | ---------- |
| 1     | Ilmari Salminen    | 30:52,4 CR |
| 2     | Giuseppe Beviacqua | 30:53,2    |
| 3     | Max Syring         | 30:57,8    |
| 4     | Jenő Szilágyi      | 30:58,6    |
| 5     | Thore Tillman      | 31:06,6    |
| 6     | János Kelen        | 31:16,6    |
| 7     | Giuseppe Lippi     | 31:51,6    |
| 8     | André Sicard       | 32:09,6    |
| 9     | Erik Larsson       | 32:11,2    |
| 10    | Alexis Dressus     | 15:42,0    |